# جاي أ. ديلوش
جاي أ. ديلوش (بالإنجليزية: Jay A. DeLoach)‏ هو ضابط أمريكي، ولد في 1955 في سان دييغو في الولايات المتحدة.